# 工藤健志
工藤 健志（くどう たけし、1967年 - ）は田川市美術館館長。

## 経歴
福岡県生まれ。大阪教育大学 美術教育学専攻造形芸術学専修修了。
1993年から1998年まで田川市美術館学芸員として勤務した。
その後、1998年から2024年まで青森県立美術館で勤務し、同館美術企画課長を務めた。

## 企画
- 「立石大河亞」（1994年）
- 「山本作兵衛展」（1996年）
- 「ロボットと美術」（2010年）
- 「美少女の美術史」（2014年）
- 「富野由悠季の世界」（2020年）
- 「大・タイガー立石展」（2021年）[4]